# 352214 Szczecin
352214 Szczecin è un asteroide della fascia principale. Scoperto nel 2007, presenta un'orbita caratterizzata da un semiasse maggiore pari a 2,6508997 au e da un'eccentricità di 0,2094249, inclinata di 0,59604° rispetto all'eclittica.